# Малунцев, Александр Моисеевич
Алекса́ндр Моисе́евич Малу́нцев (16 февраля 1908, Баку — 19 марта 1962, Омск) — создатель нефтеперерабатывающей промышленности в Сибири, первый директор Омского нефтезавода.

## Биография
Родился 16 февраля 1908 года в Баку. По национальности армянин.
Окончил Тбилисский химический техникум. Трудовую деятельность начал на Бакинском нефтезаводе. В 1932 году закончил Азербайджанский нефтяной институт, заочное отделение. Назначен главным инженером нефтезавода в г. Баку. В годы Великой Отечественной войны и послевоенные годы работал главным инженером и директором Краснодарского нефтеперерабатывающего завода.
В 1953 году назначен в Омск, где силами заключённых и вольнонаёмных строителей возводился нефтезавод, первым директором которого он и становится.
Александр Моисеевич внёс большой вклад в социально-экономическое развитие г. Омска. Построенный в то время «городок Нефтяников» его трудом и стараниями становится самым благоустроенным микрорайоном Омска.
Скончался 19 марта 1962 года после тяжёлой и продолжительной болезни. Похоронен на Старо-Северном кладбище Омска. Его имя сегодня носит одна из улиц в городке Нефтяников и Дворец искусств. На доме, где он жил, установлена мемориальная доска.

## Награды
За большие заслуги в развитии нефтеперерабатывающей промышленности Александр Малунцев был удостоен высоких правительственных наград: двух орденов Ленина и двух орденов Трудового Красного Знамени, а также ряда медалей. За день до своей кончины он был избран депутатом Верховного Совета СССР.